# Råstasjöns IP
Råstasjöns IP är AIK:s herrlags framtida träningsanläggning och klubbhus i Solna, Sverige, som ska vara färdigställd till 2027. Den kommer vara belägen vid Råstaparkhallen och ska ersätta Karlberg, som har varit lagets träningsplats sedan 1999.

## Bakgrund
När AIK flyttade in på Strawberry Arena säsongen 2012 skrev klubben ett tioårigt hyresavtal med nationalarenan. En del av överenskommelsen då var att fastighetsbolaget Fabege, som numera äger två tredjedelar av arenan, skulle betala en del av en ny träningsanläggning för klubbens herrlag. AIK hade under en längre period varit i behov av en ny träningsanläggning och klubbhus till sitt A-lag, då Karlbergs standard sänkts med åren.

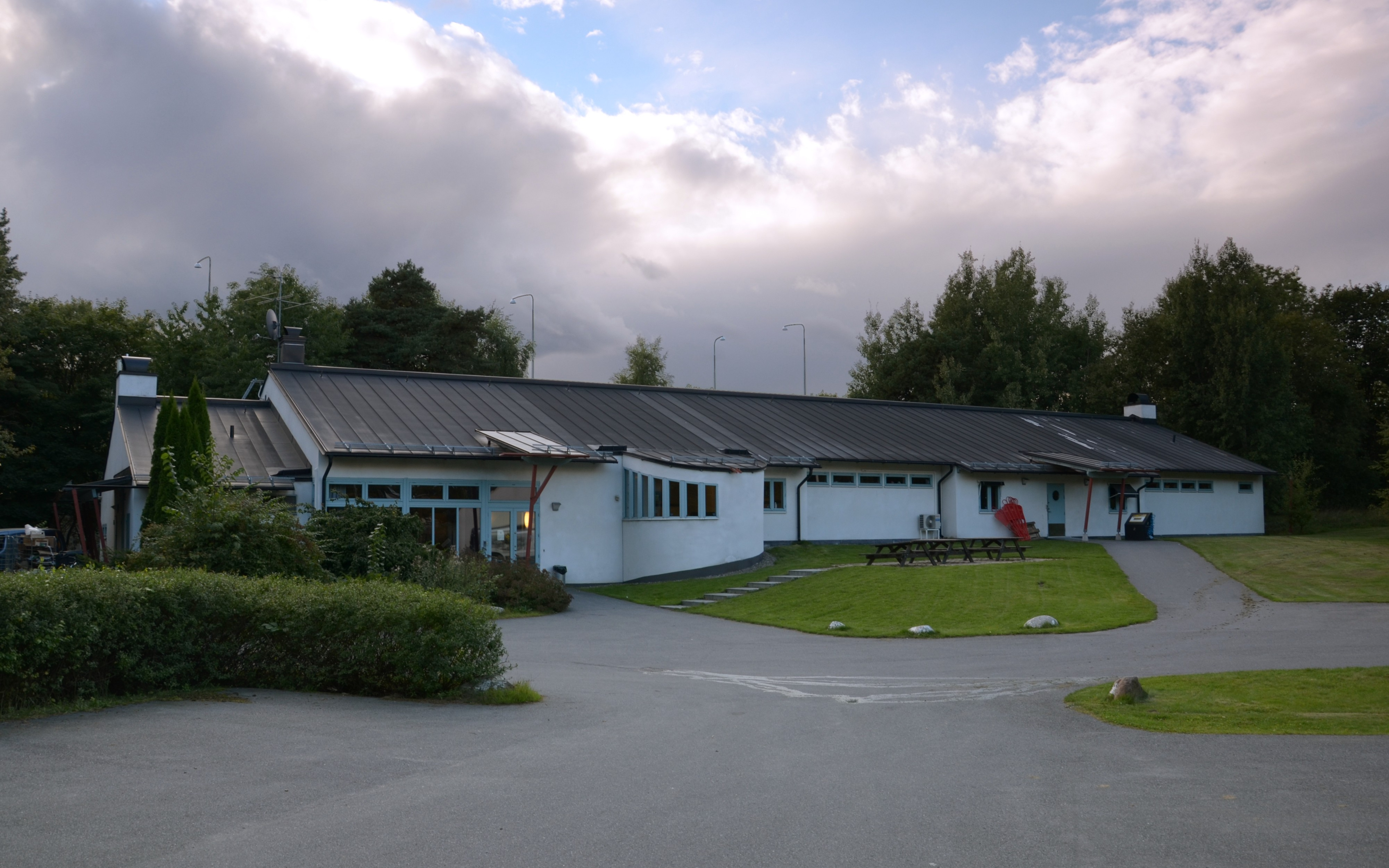
Karlberg, AIK:s gamla klubbhus i Huvudsta från 1999 till 2026.

## Process
I november 2023 höll AIK - tillsammans med Fabege och Solna stad - en pressträff på vilken partnerna presenterade en avsiktsförklaring om en ny anläggning för klubben. Planen var att herrlagets dagliga verksamhet skulle flyttas från Karlberg till Råstasjöns IP under 2026 samtidigt som Skytteholms IP, där damlaget och akademilag höll till, skulle rustas upp rejält. Framför allt bygga nya omklädningsrum och läktare.

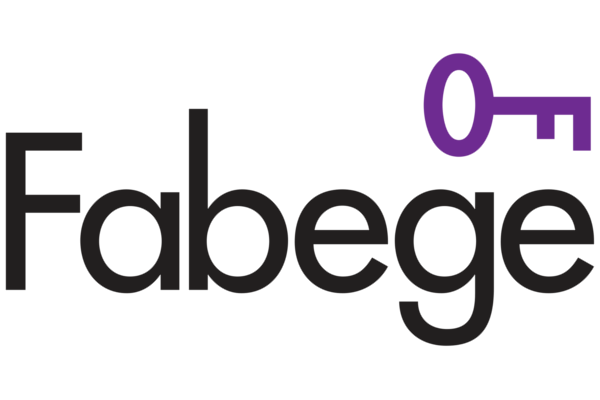
Fabege bygger och äger träningsanläggningen, som sedan hyr ut anläggningen till AIK Fotboll.

I juni 2025 kom Solna stad och AIK överens om att byta geografiskplats för träningsanläggningen, som då bytes till Råsta strandväg, i anslutning till Råstaparkhallen, istället för Råstasjöns IP. Detta beslut togs på grund av utmaningar kopplat till mark- och miljöförhållanden. Under sommaren 2024 visade riskutredningar av dessa mark- och miljöförhållanden att en byggnation vid Råstasjöns IP skulle göra byggprocessen både dyr och tidskrävande. Trots detta avsåg parterna att öka tempot i de avtals- och byggprocesser som fanns för att bygget skulle stå färdigklart till 2027.

### Fotnoter
1. ↑  ”Spelet bakom AIK:s nya anläggning: "Det hänger ihop"”. fotbollskanalen. https://www.fotbollskanalen.se/allsvenskan/spelet-bakom-aiks-nya-anlaggning-det-hanger-ihop/. Läst 15 november 2023.
2. ↑  FotbollDirekt (13 april 2024). ”Henning Berg totalsågar AIK:s träningsförutsättningar”. FotbollDirekt. https://fotbolldirekt.se/allsvenskan/henning-berg-totalsagar-aik-s-traningsforutsattningar/. Läst 15 juni 2025.
3. ↑  ”AIK bygger anläggning vid Råstasjön”. www.aftonbladet.se. 8 november 2023. https://www.aftonbladet.se/a/dwWQGA. Läst 15 november 2023.
4. ↑  ”AIK flyttar från Karlberg – storsatsar närmare Friends”. www.mitti.se. 8 november 2023. https://www.mitti.se/nyheter/rastasjons-ip-blir-ny-hemvist-for-aik-fotboll-6.26.185923.e32c8fe915. Läst 15 november 2023.
5. ↑  ”Platsen för AIK:s nya träningsanläggning”. fotbollskanalen. https://www.fotbollskanalen.se/allsvenskan/platsen-for-aiks-nya-traningsanlaggning/. Läst 15 juni 2025.
6. ↑  ”Nulägesrapport gällande AIK Fotbolls Hemvistprojekt”. AIK Fotboll. https://www.aikfotboll.se/nyheter/nulagesrapport-gallande-aik-fotbolls-hemvistprojekt-2025-06-13. Läst 15 juni 2025.
7. ↑  ”Klart: AIK får ny träningsanläggning”. www.aftonbladet.se. 13 juni 2025. https://www.aftonbladet.se/a/zAB03r. Läst 15 juni 2025.